# Kerenga Kua
Kerenga Kambriyupo Kua est un avocat, homme d'affaires et homme politique papou-néo-guinéen.

## Biographie
Titulaire d'une licence de Droit de l'université de Papouasie-Nouvelle-Guinée, il rejoint un cabinet d'avocat où il se spécialise en droit des litiges commerciaux. Longtemps président de la law society (en) (association professionnelle des avocats) de Papouasie-Nouvelle-Guinée, il s'investit également dans le milieu des affaires : directeur d'une entreprise du bâtiment de 1996 à 1997, d'une entreprise de transport aérien de marchandises en 1997, d'une entreprise d'extraction minière dans la province d'Enga de 1998 à 1999, d'une holding d'investissements de capitaux en 2001, d'une entreprise d'exploitation de l'or de 2002 à 2003, d'une autre dédiée au cuivre de 2003 à 2004, parmi beaucoup d'autres,,.
Il entre au Parlement national comme député sans étiquette de la circonscription de Sinasina-Yonggomugl (en) aux élections de 2012. Il est ministre de la Justice et procureur-général du gouvernement de Peter O'Neil d'août 2012 à juin 2014. En mai 2016 il quitte la majorité parlementaire et devient membre de l'opposition parlementaire menée par Don Polye, accusant le gouvernement de s'attaquer aux mécanismes de transparence démocratique. Il quitte donc le Parti de l'alliance nationale, qui est membre de la coalition au pouvoir, et rejoint le Parti national, dont il devient le chef. Sous sa direction, le Parti national remporte trois sièges aux élections de 2017,.
Il est ministre fantôme de la Justice, de la Police et de la Défense dans le cabinet fantôme de Patrick Pruaitch d'août 2017 à mai 2019. En juin 2019, lorsque James Marape devient Premier ministre, Kerenga Kua est nommé ministre du Pétrole et de l'Énergie. Il conserve son ministère après les élections de 2022, remportées par James Marape et ses alliés. En janvier 2024 il démissionne du gouvernement pour protester contre la scission de son ministère en deux, le portefeuille du pétrole lui étant retiré,. En mars 2024 il est nommé ministre fantôme du pétrole, ainsi que du commerce extérieur, dans le cabinet fantôme de l'opposition parlementaire que mène Douglas Tomuriesa,.